# Finale de la Ligue des champions de l'UEFA 2014-2015
La finale de la Ligue des champions 2014-2015 est la 60e finale de la Ligue des champions de l'UEFA. Ce match de football a lieu le 6 juin 2015 à l'Olympiastadion Berlin, à Berlin (Allemagne). 
Il oppose l'équipe italienne de la Juventus à l'équipe espagnole du FC Barcelone qui ont respectivement éliminé en demi-finale le Real Madrid et le Bayern Munich. Le Barça remporte la finale sur le score de 3-1.
Le FC Barcelone dispute par la suite la Supercoupe d'Europe 2015 contre le vainqueur de la finale de la Ligue Europa, et la Coupe du monde des clubs 2015 en tant que représentant de l’UEFA.

## Parcours des finalistes
Le choix des équipes qualifiées pour la phase de poules de la Ligue des champions, soit directement, soit par le biais de trois tours préliminaires ainsi qu'un barrage, sont basés sur leur classement lors de la précédente saison de leur ligue domestique et la force relative de la ligue sur la base de son coefficient UEFA.
Les deux équipes, ayant terminé respectivement première et deuxième des derniers championnat italien et espagnol, sont entrés dans la compétition directement en phase de groupes.
Les groupes ont été établis sous la forme d'un double tournoi toutes rondes de huit groupes de quatre équipes, les deux premiers de chaque groupes se qualifiant pour les phases éliminatoires. Les matchs de qualification ont été basés sur des matches aller et retour (domicile et extérieur), avec la règle des buts marqués à l'extérieur, ainsi que le temps supplémentaires en cas d'égalité et les tirs au but si nécessaire.
Note : dans les résultats ci-dessous, le score du finaliste est toujours donné en premier (D : domicile ; E : extérieur).
|   | Équipe          | Pts | J | G | N | P | BP | BC | Diff |
| - | --------------- | --- | - | - | - | - | -- | -- | ---- |
| 1 | Atlético Madrid | 13  | 6 | 4 | 1 | 1 | 14 | 3  | +11  |
| 2 | Juventus        | 10  | 6 | 3 | 1 | 2 | 7  | 4  | +3   |
| 3 | Olympiakos      | 9   | 6 | 3 | 0 | 3 | 10 | 13 | -3   |
| 4 | Malmö FF        | 3   | 6 | 1 | 0 | 5 | 4  | 15 | −11  |

|   | Équipe              | Pts | J | G | N | P | BP | BC | Diff |
| - | ------------------- | --- | - | - | - | - | -- | -- | ---- |
| 1 | FC Barcelone        | 15  | 6 | 5 | 0 | 1 | 15 | 5  | +10  |
| 2 | Paris Saint-Germain | 13  | 6 | 4 | 1 | 1 | 10 | 7  | +3   |
| 3 | AFC Ajax            | 5   | 6 | 1 | 2 | 3 | 8  | 10 | −2   |
| 4 | APOEL FC            | 1   | 6 | 0 | 1 | 5 | 1  | 12 | −11  |

## Feuille de match
| Finale                    | Juventus FC | 1 – 3   | FC Barcelone                           | Olympiastadion Berlin, Berlin                 |                                               |
| 6 juin 2015 20 h 45 (HEC) | Morata 55e  | (0 – 1) | 4e Rakitić · 68e Suárez · 90+7e Neymar | Spectateurs : 70 442 Arbitrage : Cüneyt Çakır | Spectateurs : 70 442 Arbitrage : Cüneyt Çakır |
| 6 juin 2015 20 h 45 (HEC) | Rapport     |         |                                        | Spectateurs : 70 442 Arbitrage : Cüneyt Çakır | Spectateurs : 70 442 Arbitrage : Cüneyt Çakır |

| Juventus | Barcelone |

| G                    | 1  | Gianluigi Buffon     |     |     |
| D                    | 26 | Stephan Lichtsteiner |     |     |
| D                    | 15 | Andrea Barzagli      |     |     |
| D                    | 19 | Leonardo Bonucci     |     |     |
| D                    | 33 | Patrice Évra         |     | 89e |
| M                    | 21 | Andrea Pirlo         |     |     |
| M                    | 8  | Claudio Marchisio    |     |     |
| M                    | 6  | Paul Pogba           | 41e |     |
| M                    | 23 | Arturo Vidal         | 11e | 79e |
| A                    | 10 | Carlos Tévez         |     |     |
| A                    | 9  | Álvaro Morata        |     | 85e |
|                      |    |                      |     |     |
| Remplaçants :        |    |                      |     |     |
| G                    | 30 | Marco Storari        |     |     |
| D                    | 5  | Angelo Ogbonna       |     |     |
| M                    | 11 | Kingsley Coman       |     | 89e |
| M                    | 20 | Simone Padoin        |     |     |
| M                    | 37 | Roberto Pereyra      |     | 79e |
| M                    | 27 | Stefano Sturaro      |     |     |
| A                    | 14 | Fernando Llorente    |     | 85e |
| Entraîneur :         |    |                      |     |     |
| Massimiliano Allegri |    |                      |     |     |

| G             | 1  | Marc-André ter Stegen |     |       |
| D             | 22 | Dani Alves            |     |       |
| D             | 3  | Gerard Piqué          |     |       |
| D             | 14 | Javier Mascherano     |     |       |
| D             | 18 | Jordi Alba            |     |       |
| M             | 4  | Ivan Rakitić          |     | 90+1e |
| M             | 5  | Sergio Busquets       |     |       |
| M             | 8  | Andrés Iniesta        |     | 78e   |
| A             | 10 | Lionel Messi          |     |       |
| A             | 9  | Luiz Suárez           | 70e | 90+6e |
| A             | 11 | Neymar                |     |       |
|               |    |                       |     |       |
| Remplaçants : |    |                       |     |       |
| G             | 13 | Claudio Bravo         |     |       |
| D             | 24 | Jérémy Mathieu        |     | 90+1e |
| D             | 15 | Marc Bartra           |     |       |
| D             | 21 | Adriano               |     |       |
| M             | 6  | Xavi                  |     | 78e   |
| M             | 12 | Rafinha               |     |       |
| A             | 7  | Pedro                 |     | 90+6e |
|               |    |                       |     |       |
| Entraîneur :  |    |                       |     |       |
| Luis Enrique  |    |                       |     |       |

|  |